# Profesor Stoner
Profesor Stoner (ang. Stoner) – amerykańska powieść obyczajowa napisana przez Johna Williamsa, po raz pierwszy wydana w 1965 roku w Stanach Zjednoczonych. W Polsce premiera odbyła się 8 października 2014 roku. Jest to powieść obyczajowa, zaliczana do gatunku campus novel.
Tematyką powieści jest miłość i głód wiedzy. John Williams miał bardzo podobne życie do opisanego w książce głównego bohatera – Williama Stonera. Był nauczycielem języka angielskiego na Uniwersytecie w Denver, gdzie pracował aż do przejścia na emeryturę w 1985 roku. Tak jak profesor Stoner doświadczył frustracji współpracowników w świecie akademickim i był całkowicie oddany swojej pracy, co czyni tę powieść odbiciem części jego własnego życia.
We wstępie do powieści John McGahern pisze, że Profesor Stoner "jest powieścią o miłości, o wielu formach, które miłość przybiera, oraz o siłach, które jej przeciwdziałają", jak również o "pracy i wysiłku".

## Bohaterowie powieści
- William Stoner – główny bohater, urodził się w 1891 roku na małej farmie w środkowej części stanu Missouri, niedaleko Booneville. Całe dzieciństwo spędził w domu, nieustannie pomagając ojcu w ciężkiej pracy. W wieku dziewiętnastu lat, rodzice wysyłają go na czteroletnie studia na Uniwersytecie Missouri w Columbii na nowo powstały Wydział Rolnictwa.

Przez pierwsze lata studiów mieszka w gospodarstwie Jima Foote'a – brata ciotecznego matki, znajdującym się w Columbii przy ulicy Ashland Gravel. W zamian za wikt i opierunek, Stoner musi codziennie przed zajęciami nakarmić i napoić inwentarz, a świniom dać pomyje. Wieczorami, po powrocie z uczelni ponownie karmi i poi inwentarz, daje świniom pomyje oraz zbiera jajka, doi krowy i rąbie drewno na opał. W soboty i niedziele pomaga wujowi w jego pracy. Obowiązki na uniwersytecie traktował, tak jak pracę na farmie, dokładnie i sumiennie. Po pierwszym roku rozpoczął czynności prowadzące do licencjatu na Wydziale Rolnictwa oraz wybrał dwa kursy na poziomie podstawowym: "jeden z chemii gleby, oferowany przez Zakład Rolnictwa, oraz  obowiązkowy dla wszystkich studentów, będący raczej formalnością przegląd literatury angielskiej". Ten drugi prowadzony był przez ironicznego i zdystansowanego Archera Sloane, który swoimi wykładami sprawił, że William w drugim semestrze porzucił plany związane z licencjatem na Wydziale Rolnictwa i zapisał się na wstęp do filozofii oraz historii starożytnej i dwa kursy z literatury angielskiej. W ten sposób życie Stonera obrało zupełnie inny kurs, jaki wyznaczyli mu rodzice.
- Edith Elaine Bostwick-Stoner – młoda i piękna kobieta pochodząca z St. Louis. Miała rudobrązowe kręcone włosy i jasnoniebieskie duże oczy. W wieku sześciu lat została wysłana do szkoły dla dziewcząt, gdzie nauczono ją czytać i pisać, liczyć, haftować, grać na fortepianie i malować akwarelą. "Lekcje moralności, które odebrała w szkole oraz w domu, miały negatywną naturę, sprowadzały się głównie do zakazów i dotyczyły niemal wyłącznie sfery seksu"[5]. Po nastoletniej przemianie seksualnej zamknęła się jeszcze bardziej w sobie nie znajdując nikogo, z kim mogłaby o tym porozmawiać. W szkole unikała koleżanek, w domu nie rozpoczynała tego tematu, gdyż od zawsze była traktowana przez rodziców oschle.

Do Columbii przyjechała w odwiedziny do swojej ciotki Emmy Darley. Na przyjęciu zorganizowanym przez dziekana Josiaha Claremonta, Edith poznaje Stonera, który przez kolejnych kilkanaście dni prosi ją o spotkania. Niedługo przed jej powrotem do St. Louis prosi ją o rękę. Po konsultacji z rodzicami i pewnym wahaniem zgadza się, prędko biorą ślub i zamieszkują razem.
Przez pewien okres nieudolnie stara się być dobrą żoną, jednak im dłużej żyła z Williamem, tym bardziej go nienawidziła. Do końca jego dni prowadziła z nim ciche wojny zabijając w nim jego spokój, miłość i szczęście.
- Grace Stoner – córka Williama i Edith urodziła się w połowie marca 1923 roku. Przez pierwsze lata życia zajmował się nią niemal wyłącznie ojciec. Ojciec i córka spędzają ze sobą bardzo dużo czasu, Grace uwielbia siedzieć z nim w jego gabinecie i cicho się bawić. "Grace wyrosła na wysoką, szczupłą dziewczynkę z włosami bardziej blond niż rudymi, a jej oczy miały ciemnoniebieski, prawie fiołkowy kolor. Była spokojna i radosna, potrafiła się cieszyć w sposób, który w jej ojcu budził poczucie nostalgicznego szacunku"[6]. Łącząca ich więź została brutalnie przerwana przez Edith, która postanowiła maksymalnie wypełniać czas Grace. W domu nieustannie nad nią czuwa i nie pozwala na kontakt z Williamem. Wszystko to w celu "ukarania" Stonera za nieudany związek. Grace z roku na rok mizernieje.

Jeszcze jako nastolatka zachodzi w ciążę z Edem Frye, którego nie kocha. Szybko bierze z nim ślub i wyprowadza się do jego rodziców w St. Louis. Ed zaciąga się do wojska i zostaje wysłany na front do Europy. Po jego śmierci Grace popada w alkoholizm.
- Archer Sloane – wykładowca Stonera, zainspirował go do opuszczenia Wydziału Rolnictwa i rozpoczęcia studiów języka angielskiego. Pomaga Williamowi wspinać się po szczeblach kariery na uniwersytecie. Z niewyjaśnionych przyczyn umiera wiosną 1924 roku, siedząc przy biurku w swoim gabinecie.
- Hollins N. Lomax – pochodzący z Ohio wykładowca specjalizujący się w literaturze XIX wieku, uzyskał doktorat na Uniwersytecie Harvarda. "Miał niewiele ponad metr pięćdziesiąt wzrostu i groteskowo zniekształconą sylwetkę. Niewielki garb unosił jego lewe ramię w stronę szyi, przy czy lewa ręka zwisała bezwładnie wzdłuż tułowia. Górna część jego ciała była ciężka i pękata, wydawał się nieustannie walczyć o zachowanie równowagi, nogi za to miał cienkie i utykał na prawą, która się nie zginała"[7]. Początkowo żyje w zgodzie z Williamem, jednak po incydencie z Charlsem Walkerem staje się jego zaciekłym wrogiem, a po objęciu stanowiska dyrektora Instytutu Anglistyki nieustannie uprzykrzał mu życie, przydzielając mu najbardziej błahe zajęcia w najgorszych możliwych godzinach.
- Charles Walker – po rozpoczęciu roku akademickiego Charles prosi Stonera o przyjęcie na Seminarium. Okazuje się, że jego promotorem jest Lomax, a sam Walker ma wystarczającą wiedzę, by poradzić sobie na zajęciach i wykładowca go przyjmuje. Podczas zajęć często przeszkadza i rzuca nieudolne uwagi. Piszę referat pt: Hellenizm a średniowieczna tradycja łacińska, jednak z tygodnia na tydzień prosi o odroczenie terminu jego prezentacji. Na ostatnich zajęciach zamiast mówić o swojej pracy, przez godzinę krytykuje przedstawiony wcześniej referat Katherine Driscoll. Z uwagi na tę bezczelność oraz brak referatu, William Stoner stawia mu ocenę niedostateczną. Walker wścieka się i grodzi profesorowi, że to jeszcze nie koniec.
- Katherine Driscoll – pojawia się jako wolna słuchaczka na seminarium prowadzonym przez Stonera. Pracuje nad swoją pracą doktorską pt: Eliusz Donat a tragedia renesansowa. W Instytucie Anglistyki dostaje asystenturę na dwa lata. Po odebraniu Williamowi zajęć seminaryjnych, pewnego dnia odwiedza go w gabinecie i prosi o sprawdzenie jej pracy. Przy coraz częstszych spotkaniach i rozmowach o literaturze wywiązuje się między nimi romans.
- Gordon Finch – najlepszy przyjaciel Stonera, barczysty blondyn. Licencjat uzyskał w szkole handlowej w St. Louis, przerwał studia doktoranckie w Coulmbii, by wyjechać na front. Po powrocie zostaje asystentem Josiaha Claremonta (dziekana Wydziału Nauk Humanistycznych i Ścisłych). Po wielu latach obejmuje stanowisko dziekana i pomaga Williamowi w problemach z Lomaxem.
- Caroline Wingate – narzeczona, a później żona Gordona Fincha. Jest to "niska ciemnowłosa dziewczyna z okrągłą twarzą"[8]. Co jakiś czas spotyka się z Edith Stoner, jednak nie są sobie bliskie.
- David Masters – jeden z dwóch przyjaciół Stonera. Zaczął studia doktorancie w tym samym czasie co William Stoner i Gordon Finch. Jest to człowiek o ostrym języku i uważany raczej za aroganckiego ignoranta. Podczas I wojny światowej zaciąga się do wojska i zostaje wysłany do Francji. Zginął pod Château-Thierry.
- Horace Bostwick – ojciec Edith; bostończyk z urodzenia, przeniósł się do St. Louis krótko po wojnie domowej. Po załamaniu na giełdzie upadł niewielki bank Merchant's Trust, w którego prezesem był Bostwick. Ponieważ niewłaściwie zainwestował swoje pieniądze oraz fundusze banku, po trzech dniach od załamania, Horace popełnia samobójstwo strzelając sobie w głowę z rewolweru.
- Jim i Serena Foot – dalsza rodzina Stonera. W zamian za pomoc przy gospodarstwie, pozwalają Stonerowi u nich mieszkać. Kiedy William coraz bardziej zaniedbuje swoje obowiązki, proszą go by się wyprowadził.
- Josiah Claremont – dziekan Wydziału Nauk Humanistycznych i Ścisłych. Stary brodaty człowiek w wieku emerytalnym, coraz bardziej zaniedbujący swoje obowiązki. Ze względu na bardzo długi okres piastowania stanowiska dziekana nikt nie odważył się go zwolnić. Do pomocy przydzielają mu Gordona Fincha, jako jego asystenta.
- Henry Rutheford – kierownik studiów doktoranckich.
- Joel Ehrhardt – łysiejący mężczyzna po trzydziestce. Koordynator ogólnouniwersyteckich zajęć dla studentów pierwszego roku.
- Ed Frye – mąż Grace i ojciec dziecka, które przyszło na świat już po jego śmierci. Zginął na plaży jeden z wysepek na Pacyfiku z rąk Japończyków.

## Fabuła
Główny bohater – William Stoner – zaczyna życie jako farmer w Missouri w gospodarstwie swoich rodziców. W roku 1910 wysyłają go na studia w Columbii, aby zdobył wykształcenie na Wydziale Rolnictwa. Początkowo mieszka u państwa Foot (rodziny ze strony matki) i tam za wikt i opierunek codziennie pomaga w gospodarstwie.
Na uniwersytecie poza naukami ścisłymi uczęszcza na obowiązkowe zajęcia z przeglądu literatury angielskiej, prowadzone przez Archera Sloane. Na jednych z wielu zajęć po przeczytaniu Sonetu 73 Williama Shakespeare’a Stoner porzuca dotychczasowe studia na rzecz literatury angielskiej. W pierwszym tygodniu czerwca 1914 roku otrzymuje dyplom ukończenia studiów licencjackich i informuje rodziców o zmianie kierunku oraz przyznaje, że nie wróci na farmę. W 1915 roku otrzymuje tytuł magistra i dzięki zabiegom Sloane, zostaje nauczycielem dwóch grup pierwszoroczniaków, których uczyć ma podstaw gramatyki i poprawnego pisania. W tym czasie zaprzyjaźnia się z dwoma innymi doktorantami – Gordonem Finchem i Davidem Mastersem. W trakcie I wojny światowej obaj przyjaciele zaciągają się do wojska i wyjeżdżają walczyć w Europie, natomiast Stoner w tym czasie broni tytułu doktora. Miesiąc przed obroną otrzymał list od Gordona informujący go o śmierci Dave’a.
Po zakończeniu wojny Stoner wykłada dodatkowy przedmiot – przegląd literatury średnioangielskiej na poziomie zaawansowanym, a Gordon Finch zostaje asystentem dziekana Josiaha Claremonta. Na przyjęciu zorganizowanym przez dziekana William poznaje Edith i zakochuje się w niej od pierwszego wejrzenia. Po kilku tygodniach oświadcza się jej, a ona, po konsultacji z rodzicami, niepewnie go przyjmuje. Ślub odbywa się niedługo po zaręczynach i oboje zamieszkują w małym zaniedbanym domku w pobliżu uniwersytetu. Edith staje się bardzo skryta, ich pożycie seksualne właściwie nie istnieje, a wzajemne relacje nie są najlepsze. Niedługo po Williamie, Gordon zaręcza się z Caroline Wingate.
W 1921 roku Edith oznajmia, że pragnie dziecka. Od tej pory przez kilka miesięcy regularnie się kochają, jednak po zajściu w ciążę ich stosunki ustają i Edith pozostaje oziębła już do samego końca. Podczas ciąży oraz rok po porodzie świeża matka jest bardzo słaba i nieczęsto wychodzi z łóżka. Opiekę nad dzieckiem sprawuje niemal wyłącznie Stoner. Córce nadają imię Grace.
W 1924 roku umiera Archer Sloane, a na uniwersytet zostaje przyjęty nowy wykładowca Hollis Lomax. W tym samym roku Edith pożycza pieniądze od ojca i przeprowadzają się do nowego domu, gdzie Stoner w jednym z pokojów urządza sobie gabinet. W 1927 roku umiera ojciec Williama, a niedługo po nim jego matka. W 1928 roku w wyniku źle zainwestowanych własnych pieniędzy oraz funduszy banku ojciec Edith popełnia samobójstwo. Córka jedzie do matki na kilka miesięcy, a William zostaje sam z Grace. W tym okresie zdaje sobie sprawę, że nieobecność Edith sprawia mu przyjemność i czuje się szczęśliwy. Zachodzi w nim przemiana i od tej pory staje się lepszym nauczycielem i ojcem.
Edith wraca zupełnie odmieniona – zmieniła całą garderobę, fryzurę i makijaż. Odmianie uległa nie tylko jej fizyczność, ale również zachowanie. Zaczyna zajęcia w teatrze, powraca do grania na pianinie i często urządza przyjęcia dla swoich znajomych. Ustawiając fortepian przy ścianie oddzielającej salon od gabinetu Williama, Edith ćwiczy grę przez kilka godzin dziennie. Z upływem czasu porzuca nowe zajęcia i całkowicie poświęca czas Grace. Zmienia jej garderobę, zapisuje na dodatkowe zajęcia, nieustannie krytykuje i ogranicza niemal do zera jej kontakty z ojcem. Pewnego dnia wynosi z gabinetu wszystkie meble i rzeczy męża, przenosząc je na oszkloną werandę. Tłumaczy, że chce wrócić do malarstwa i tylko ten pokój się do tego nadaje. Kilka niemiłych incydentów sprawia, że Stoner ostatecznie przenosi swoje książki i notatki do kantyny na uniwersytecie, gdzie teraz spędza więcej czasu.
William Stoner staje się popularnym nauczycielem i miejsca na jego seminarium są zajęte jeszcze przed rozpoczęciem roku akademickiego. Jesienią przyjmuje dodatkowego studenta – Charlsa Walkera. Ten na zajęciach nieustannie przeszkadza i jest mało błyskotliwy. Jego arogancja i przygotowanie referatu nie na zadany temat doprowadzają do niezaliczenia przedmiotu. W marcu dochodzi do egzaminu ustnego, w którym nie wypada najlepiej. Stoner nie ulega naciskom Lomaxa, aby dać Charlesowi zaliczenie warunkowe i od tej pory Lomax traktuje Williama jak największego wroga.
W nowym roku akademickim Lomax zostaje dyrektorem. Przydziela Stonerowi tylko nieistotne zajęcia i rozkłada je w bardzo niekorzystnych godzinach. William myśli o przeprowadzce, jednak Edith grozi, że wraz z Grace nigdzie nie wyjadą i zamieszkają z ciotką, dlatego porzuca tę możliwość.
Przez kolejny rok ma mało czasu dla córki, traci poważanie na uczelni i stara się nie rzucać w oczy. Okropieństwo ostatnich miesięcy przerywa Katherine Driscoll (wcześniej uczęszczała na zajęcia prowadzone przez Stonera), prosząc go o przeczytanie i ocenę jej referatu. Od tej chwili regularnie się spotykają na stopie koleżeńskiej i dyskutują o książkach. Po kilku tygodniach znajomość ta przeradza się w romans, który całkowicie odmienia Williama i zapoczątkowuje w nim nowy entuzjazm. Pogłoski o związku między doktorantką a nauczycielem dochodzą do Lomaxa, który postanawia zwolnić Katherine. Dziewczyna uprzedza go i przed zakończeniem semestru zwalnia się, a następnie wyprowadza z miasta. Tak kończy się znajomość między kochankami, przez co William bardzo cierpi.
Jesienią William Stoner otrzymuje jeszcze gorszy grafik niż poprzednio. Nasuwa mu się pomysł, aby poprowadzić zajęcia w zupełnie inny sposób. Sposób ten bardzo nie podoba się Lomaxowi, jednak ten nie może nic z tym zrobić. Zmuszony został do przydzielenia Williamowi bardziej zaawansowanych zajęć.
W domu nieustannie panują toksyczne relacje wywołane przez Edith. Grace zamknęła się w sobie i nie wykazuje niczym zainteresowania. Zachodzi w niechcianą ciążę z ledwo poznanym studentem Edem Fryem. Pod przymusem matki wychodzi za niego za mąż. Przeprowadza się do jego rodziców do St. Louis skąd nie chce wracać do domu, nawet po śmierci męża (ginie na Pacyfiku podczas II wojny światowej). Poród następuje w czerwcu 1942 roku i dziecko otrzymuje imię po zmarłym ojcu. Grace sporadycznie odwiedza rodziców i ma problem z alkoholem.
William podupada na zdrowiu i idzie do lekarza. Po wykonanych badaniach okazuje się, że ma guza i konieczna jest operacja. Z tego powodu oraz ucisków ze strony Lomaxa, przechodzi na wcześniejszą emeryturę. Na przyjęciu pożegnalnym otrzymuje tytuł profesora zwyczajnego. Operacja wykazuje raka z przerzutami, którego nie da się zatrzymać. Po kilku tygodniach życia William umiera w łóżku szpitalnym.

## Adaptacje filmowe
Film na podstawie powieści Profesor Stoner jest kręcony przez brytyjską wytwórnię filmową Film4.